# Ákos Barcsay
Pour les articles homonymes, voir Barcsay.
Ákos Barcsay de Nagybarcsa (en), né en 1619 et mort en 1661], est prince de Transylvanie de 1658 à 1660.
Fils de Sándor Barcsay, il est imposé par les Turcs comme prince de Transylvanie contre Georges II Rákóczi le 7 octobre 1658. Déconsidéré, il est destitué par ses sujets le 31 décembre 1660. Il meurt l'année suivante à Kozmatelke, dans le comitat de Kolozs, en Transylvanie.